# 의성남부초등학교
의성남부초등학교는 대한민국 경상북도 의성군에 있는 초등학교다.

## 학교 연혁
- 1944년 4월 11일 의성남부국민학교 개교
- 1991년 3월 1일 비봉국민학교 분교장 격하 편입
- 1995년 3월 1일 비봉분교장 폐교 및 본교 통폐합
- 1996년 3월 1일 의성남부초등학교 개편
- 2000년 3월 1일 병설유치원 개원
- 2000년 3월 1일 사곡초등학교 작승분교장 폐교 및 본교 통폐합
- 2004년 3월 1일 시범교육청 중심학교운영(수준별교육과정)
- 2005년 3월 1일 경상북도교육청지정 시범학교운영(방과후교실)
- 2012년 3월 1일 제28대 교장 김규성 취임
- 2015년 2월 13일 제66회 15명 졸업(총 졸업생 8,970명)